# بيلار أكوستا مارتينيز
بيلار أكوستا مارتينيز (بالانجليزية: Pilar Acosta Martinez) ولدت في تيخولا، مقاطعة المرية، إشبيلية عام 1938 وتوفيت عام. كانت عالمة التاريخ الأسباني وعالمة الآثار. تخصصت في الفن الصخري في فترة ما بعد العصر الحجري القديم، وأديان ما قبل التاريخ، وعمليات العصر الحديث في شبه الجزيرة الإيبيرية

## سيرتها الشخصية
كانت بيلار ابنة «خوسيه أكوستا» و «بريسنتا مارتنيز»، كانوا مدرسين من الطبقة المتوسطة. لقد تميزت منذ أن كانت فتاة بسبب رغبتها في التعلم. أُجريت تعليمها في «تييولا» في كلية راهبات جمعية «سان فيسينتي دي باول»، وبعد ذلك أكملت شهادة البكالوريوس في معهد التعليم الثانوي في «المرية»، «إيزابيل لا كاتوليكا دي مدريد» وأنجل غانييفت دي غرناطة (1954).
درس مارتينيز التاريخ في كلية الفلسفة والبلاغة في جامعة غرناطة حيث حصلت على جائزة «كاريرا» (1954-1960). وتحت مستشاريها، الأستاذ «ألفونسو غاميز ساندوفال»، أكملت أطروحتها في «الاستعراض التاريخي الجغرافي لتيجولا (المرية)»، وتخرجت بامتياز.

## أعمالها المختارة
- الرسم الصخري التخطيطي (بالأسبانية: La Pintura Rupestre Esquemática) بمدينة سالامانكا، جامعة سالامانكا بأسبانيا، 1968.
- الحفريات الأثرية في كهف الرمال (بالأسبانية: Excavaciones Arqueológicas en la Cueva de la Arena) برانكو هوندو، ترانيف (مدريد، مجلس بيت كولومبوس، 1976)
- مغارة ديهيسيلا، الحضارات الأولى في غرب الأندلس (خيريز دي لا فرونتيرا، CSIC 1990).
- تاريخ اسبانيا، الجزء الأول (بريهستوريا، مدريد 1986)

## الفهرس
كروز أونيون بريونيس، روزاريو وفيرير البيلدا درسوا ما قبل التاريخ وعلم الآثار في تكريم لبيلار أكوستا مارتينيز.